# Skilanglauf-Scandinavian-Cup 2014/15
Der Skilanglauf-Scandinavian-Cup 2014/15 war eine von der FIS organisierte Wettkampfserie, die zum Unterbau des Skilanglauf-Weltcups 2014/15 gehörte. Er begann am 12. Dezember 2014 in Lillehammer und endete am 25. Februar 2015 in Jõulumäe. Die Gesamtwertung bei den Männern gewann der Norweger Hans Christer Holund und bei den Frauen wie im Vorjahr Kathrine Harsem.

## Männer

### Resultate
| 1. Scandinavian Cup in Lillehammer, 12. bis 14. Dezember 2014 | 1. Scandinavian Cup in Lillehammer, 12. bis 14. Dezember 2014 | 1. Scandinavian Cup in Lillehammer, 12. bis 14. Dezember 2014 | 1. Scandinavian Cup in Lillehammer, 12. bis 14. Dezember 2014 | 1. Scandinavian Cup in Lillehammer, 12. bis 14. Dezember 2014 |
| ------------------------------------------------------------- | ------------------------------------------------------------- | ------------------------------------------------------------- | ------------------------------------------------------------- | ------------------------------------------------------------- |
| Datum                                                         | Disziplin                                                     | Erster Platz                                                  | Zweiter Platz                                                 | Dritter Platz                                                 |
| 12. Dezember 2014                                             | 15 km Freistil                                                | Daniel Myrmæl Helgestad Mathias Rundgreen                     |                                                               | Simen Andreas Sveen                                           |
| 13. Dezember 2014                                             | Sprint Freistil                                               | Sindre Bjørnestad Skar                                        | Torjus Børsheim                                               | Håvard Solås Taugbøl                                          |
| 14. Dezember 2014                                             | 30 km klassisch Massenstart                                   | Tord Asle Gjerdalen                                           | Hans Christer Holund                                          | Simen Hegstad Krüger                                          |

| 2. Scandinavian Cup in Falun, 9. bis 11. Januar 2015 | 2. Scandinavian Cup in Falun, 9. bis 11. Januar 2015 | 2. Scandinavian Cup in Falun, 9. bis 11. Januar 2015 | 2. Scandinavian Cup in Falun, 9. bis 11. Januar 2015 | 2. Scandinavian Cup in Falun, 9. bis 11. Januar 2015 |
| ---------------------------------------------------- | ---------------------------------------------------- | ---------------------------------------------------- | ---------------------------------------------------- | ---------------------------------------------------- |
| Datum                                                | Disziplin                                            | Erster Platz                                         | Zweiter Platz                                        | Dritter Platz                                        |
| 9. Januar 2015                                       | 15 km Freistil                                       | Matti Heikkinen                                      | Anders Gløersen                                      | Finn Hågen Krogh                                     |
| 10. Januar 2015                                      | Sprint klassisch                                     | Ola Vigen Hattestad                                  | Eirik Brandsdal                                      | Pål Golberg                                          |
| 11. Januar 2015                                      | 30 km Skiathlon                                      | Matti Heikkinen                                      | Emil Iversen                                         | Hans Christer Holund                                 |

| 3. Scandinavian Cup in Madona, 21. und 22. Februar 2015 | 3. Scandinavian Cup in Madona, 21. und 22. Februar 2015 | 3. Scandinavian Cup in Madona, 21. und 22. Februar 2015 | 3. Scandinavian Cup in Madona, 21. und 22. Februar 2015 | 3. Scandinavian Cup in Madona, 21. und 22. Februar 2015 |
| ------------------------------------------------------- | ------------------------------------------------------- | ------------------------------------------------------- | ------------------------------------------------------- | ------------------------------------------------------- |
| Datum                                                   | Disziplin                                               | Erster Platz                                            | Zweiter Platz                                           | Dritter Platz                                           |
| 21. Februar 2015                                        | 15 km klassisch                                         | Hans Christer Holund                                    | Mathias Rundgreen                                       | Martin Løwstrøm Nyenget                                 |
| 22. Februar 2015                                        | 30 km Freistil Massenstart                              | Magne Haga                                              | Mathias Rundgreen                                       | Hans Christer Holund                                    |

| 4. Scandinavian Cup in Jõulumäe, 24. und 25. Februar 2015 | 4. Scandinavian Cup in Jõulumäe, 24. und 25. Februar 2015 | 4. Scandinavian Cup in Jõulumäe, 24. und 25. Februar 2015 | 4. Scandinavian Cup in Jõulumäe, 24. und 25. Februar 2015 | 4. Scandinavian Cup in Jõulumäe, 24. und 25. Februar 2015 |
| --------------------------------------------------------- | --------------------------------------------------------- | --------------------------------------------------------- | --------------------------------------------------------- | --------------------------------------------------------- |
| Datum                                                     | Disziplin                                                 | Erster Platz                                              | Zweiter Platz                                             | Dritter Platz                                             |
| 24. Februar 2015                                          | Sprint klassisch                                          | Emil Nyeng                                                | Timo André Bakken                                         | Even Northug                                              |
| 25. Februar 2015                                          | Sprint Freistil                                           | Sindre Bjørnestad Skar                                    | Håvard Solås Taugbøl                                      | Eivind Bakkene                                            |

### Gesamtwertung Männer
| Rang | Name                    | Punkte |
| ---- | ----------------------- | ------ |
| 01   | Hans Christer Holund    | 382    |
| 02   | Mathias Rundgreen       | 311    |
| 03   | Sindre Bjørnestad Skar  | 289    |
| 04   | Magne Haga              | 250    |
| 05   | Emil Nyeng              | 232    |
| 06   | Vegard Bjerkreim Nilsen | 228    |
| 07   | Håvard Solås Taugbøl    | 220    |
| 08   | Martin Løwstrøm Nyenget | 219    |
| 09   | Simen Hegstad Krüger    | 204    |
| 10   | Matti Heikkinen         | 200    |
| 011  | Daniel Myrmæl Helgestad | 195    |
| 012. | Per Kristian Nygård     | 144    |
| 013. | Timo Andre Bakken       | 137    |
| 014. | Pål Trøan Aune          | 135    |
| 015. | Eirik Lorentsen         | 132    |
| 016. | Torjus Børsheim         | 129    |
| 016. | Tord Asle Gjerdalen     | 129    |
| 018. | Vebjørn Turtveit        | 127    |
| 019. | Emil Iversen            | 113    |
| 020. | Johan Hoel              | 112    |
| 021. | Sindre Sætre Hammerlund | 104    |
| 021. | Anders Svanebo          | 104    |
| 023. | Sindre Odberg Palm      | 102    |
| 024. | Eivind Bakkene          | 100    |
| 024. | Ola Vigen Hattestad     | 100    |
| 026. | Eirik Brandsdal         | 98     |
| 026. | Daniel Stock            | 98     |
| 028. | Finn Hågen Krogh        | 96     |
| 028. | Even Northug            | 96     |
| 030. | Anton Lindblad          | 93     |
| 031. | Anders Gløersen         | 80     |
| 032. | Gjøran Tefre            | 79     |
| 033. | Andreas Myran Steen     | 78     |
| 034. | Johan Edin              | 75     |
| 034. | Eirik Telebond          | 75     |
| 036. | Hallvard Løfald         | 71     |
| 037. | Pål Golberg             | 60     |
| 037. | Jesper Modin            | 60     |
| 037. | Simen Andreas Sveen     | 60     |
| 040. | Jens Burman             | 59     |
| 041. | Jens Eriksson           | 55     |
| 042. | Didrik Tønseth          | 54     |

| Rang | Name                       | Punkte |
| ---- | -------------------------- | ------ |
| 043. | Kristian Tettli Rennemo    | 51     |
| 044. | Simon Andersson            | 50     |
| 044. | Karl-Johan Westberg        | 50     |
| 046. | Morten Harjo Pettersen     | 49     |
| 047. | Martin Bergström           | 45     |
| 048. | Erik Silfver               | 43     |
| 049. | Anders Tettli Rennemo      | 42     |
| 050. | Oskar Svensson             | 41     |
| 051. | Sondre Turvoll Fossli      | 40     |
| 051. | Marko Kilp                 | 40     |
| 053. | Rolf Einar Jensen          | 39     |
| 053. | Torgeir Skare Thygesen     | 39     |
| 055. | Ari Luusua                 | 37     |
| 056. | Martin Hammer              | 36     |
| 057. | Eirik Mysen                | 33     |
| 058. | Gustav Eriksson            | 32     |
| 058. | Matias Strandvall          | 32     |
| 058. | Vetle Thyli                | 32     |
| 061. | Perttu Hyvärinen           | 30     |
| 062. | Viktor Brännmark           | 29     |
| 063. | Øyvind Moen Fjeld          | 28     |
| 064. | Peter Andersen             | 26     |
| 064. | Ristomatti Hakola          | 26     |
| 064. | Lars Nelson                | 26     |
| 064. | Anders Södergren           | 26     |
| 068. | Even Sæteren Hippe         | 24     |
| 068. | Anssi Pentsinen            | 24     |
| 070. | Ragnar Bragvin Andresen    | 22     |
| 070. | Vegard Bjørn Gjermundshaug | 22     |
| 070. | Nikita Krjukow             | 22     |
| 070. | Ole Skrove                 | 22     |
| 074. | Kalle Lassila              | 20     |
| 074. | Gustav Nordström           | 20     |
| 076. | Håkon Mikalsen             | 19     |
| 077. | Eivind Romberg Kvaale      | 18     |
| 077. | Teodor Peterson            | 18     |
| 079. | Trygve Henden Gaasø        | 17     |
| 080. | Lars Ove Aunli             | 16     |
| 080. | Heikki Korpela             | 16     |
| 080. | Martin Mikkelsen           | 16     |
| 080. | Petter Soleng Skinstad     | 16     |

| Rang | Name                          | Punkte |
| ---- | ----------------------------- | ------ |
| 080. | Christian Westgaard           | 16     |
| 085. | Kasper Stadaas                | 15     |
| 086. | Jegor Sorin                   | 14     |
| 087. | Lasse Paakkonen               | 13     |
| 087. | Carl Quicklund                | 13     |
| 089. | Martti Jylhä                  | 12     |
| 089. | Sami Lähdemäki                | 12     |
| 089. | Antti Ojansivu                | 12     |
| 089. | Alexei Petuchow               | 12     |
| 093. | Anton Gafarow                 | 11     |
| 094. | Marius Caspersen Falla        | 10     |
| 094. | Peeter Kümmel                 | 10     |
| 094. | Michael Somppi                | 10     |
| 097. | Juho Mikkonen                 | 9      |
| 098. | Bendik Persch Andersen        | 8      |
| 098. | Joel Dyrhovden                | 8      |
| 098. | Kein Einaste                  | 8      |
| 098. | Fridtjof Vaksdal              | 8      |
| 102. | Snorri Einarsson              | 7      |
| 103. | Ånund Lid Byggland            | 6      |
| 103. | Victor Gustafsson             | 6      |
| 103. | Simon Persson                 | 6      |
| 103. | Magnus Stensås                | 6      |
| 103. | Modestas Vaiciulis            | 6      |
| 103. | Emil Vedvik                   | 6      |
| 109. | Eirik Solvang                 | 5      |
| 110. | Anton Karlsson                | 4      |
| 111. | Mikael Gunnulfsen             | 3      |
| 111. | Eivind Bjeglerud Klemoen      | 3      |
| 111. | Joni Maki                     | 3      |
| 111. | Siim Sellis                   | 3      |
| 111. | Oliver Sugaren                | 3      |
| 116. | Espen Udjus Frorud            | 2      |
| 116. | Heikki Kopakka                | 2      |
| 116. | Hans Jørgen Kvåle             | 2      |
| 116. | Juha-Matti Mikkolainen        | 2      |
| 116. | Lauri Vuorinen                | 2      |
| 121. | Fredrik Ole Oldereid Andersen | 1      |
| 121. | Espen Honganvik Holen         | 1      |
| 121. | Lars Moholdt                  | 1      |

| Rang | Name                    | Punkte |
| ---- | ----------------------- | ------ |
| 01   | Hans Christer Holund    | 381    |
| 02   | Mathias Rundgreen       | 273    |
| 03   | Magne Haga              | 250    |
| 04   | Simen Hegstad Krüger    | 204    |
| 05   | Matti Heikkinen         | 200    |
| 06   | Daniel Myrmæl Helgestad | 195    |
| 07   | Martin Løwstrøm Nyenget | 155    |
| 08   | Vegard Bjerkreim Nilsen | 147    |
| 09   | Per Kristian Nygård     | 144    |
| 10   | Tord Asle Gjerdalen     | 129    |

| Rang | Name                   | Punkte |
| ---- | ---------------------- | ------ |
| 01   | Sindre Bjørnestad Skar | 248    |
| 02   | Emil Nyeng             | 161    |
| 03   | Håvard Solås Taugbøl   | 158    |
| 04   | Timo Andre Bakken      | 137    |
| 05   | Pål Trøan Aune         | 135    |
| 06   | Torjus Børsheim        | 116    |
| 07   | Sindre Odberg Palm     | 102    |
| 08   | Ola Vigen Hattestad    | 100    |
| 09   | Even Northug           | 96     |
| 10   | Eivind Bakkene         | 84     |

## Frauen

### Resultate
| 1. Scandinavian Cup in Lillehammer, 12. bis 14. Dezember 2014 | 1. Scandinavian Cup in Lillehammer, 12. bis 14. Dezember 2014 | 1. Scandinavian Cup in Lillehammer, 12. bis 14. Dezember 2014 | 1. Scandinavian Cup in Lillehammer, 12. bis 14. Dezember 2014 | 1. Scandinavian Cup in Lillehammer, 12. bis 14. Dezember 2014 |
| ------------------------------------------------------------- | ------------------------------------------------------------- | ------------------------------------------------------------- | ------------------------------------------------------------- | ------------------------------------------------------------- |
| Datum                                                         | Disziplin                                                     | Erster Platz                                                  | Zweiter Platz                                                 | Dritter Platz                                                 |
| 12. Dezember 2014                                             | 10 km Freistil                                                | Maria Strøm Nakstad                                           | Silje Øyre Slind                                              | Susanna Saapunki                                              |
| 13. Dezember 2014                                             | Sprint Freistil                                               | Barbro Kvåle                                                  | Jennie Öberg                                                  | Tuva Toftdahl Staver                                          |
| 14. Dezember 2014                                             | 20 km klassisch Massenstart                                   | Silje Øyre Slind                                              | Silje Theodorsen                                              | Helene Söderlund                                              |

| 2. Scandinavian Cup in Falun, 9. bis 11. Januar 2015 | 2. Scandinavian Cup in Falun, 9. bis 11. Januar 2015 | 2. Scandinavian Cup in Falun, 9. bis 11. Januar 2015 | 2. Scandinavian Cup in Falun, 9. bis 11. Januar 2015 | 2. Scandinavian Cup in Falun, 9. bis 11. Januar 2015 |
| ---------------------------------------------------- | ---------------------------------------------------- | ---------------------------------------------------- | ---------------------------------------------------- | ---------------------------------------------------- |
| Datum                                                | Disziplin                                            | Erster Platz                                         | Zweiter Platz                                        | Dritter Platz                                        |
| 9. Januar 2015                                       | 10 km Freistil                                       | Charlotte Kalla                                      | Martine Ek Hagen                                     | Astrid Uhrenholdt Jacobsen                           |
| 10. Januar 2015                                      | Sprint klassisch                                     | Kari Vikhagen Gjeitnes                               | Kathrine Harsem                                      | Stina Nilsson                                        |
| 11. Januar 2015                                      | 15 km Skiathlon                                      | Astrid Uhrenholdt Jacobsen                           | Sofia Bleckur                                        | Martine Ek Hagen                                     |

| 3. Scandinavian Cup in Madona, 21. und 22. Februar 2015 | 3. Scandinavian Cup in Madona, 21. und 22. Februar 2015 | 3. Scandinavian Cup in Madona, 21. und 22. Februar 2015 | 3. Scandinavian Cup in Madona, 21. und 22. Februar 2015 | 3. Scandinavian Cup in Madona, 21. und 22. Februar 2015 |
| ------------------------------------------------------- | ------------------------------------------------------- | ------------------------------------------------------- | ------------------------------------------------------- | ------------------------------------------------------- |
| Datum                                                   | Disziplin                                               | Erster Platz                                            | Zweiter Platz                                           | Dritter Platz                                           |
| 21. Februar 2015                                        | 10 km klassisch                                         | Kathrine Harsem                                         | Barbro Kvåle                                            | Silje Theodorsen                                        |
| 22. Februar 2015                                        | 20 km Freistil Massenstart                              | Kathrine Harsem                                         | Silje Øyre Slind                                        | Silje Theodorsen                                        |

| 4. Scandinavian Cup in Jõulumäe, 24. und 25. Februar 2015 | 4. Scandinavian Cup in Jõulumäe, 24. und 25. Februar 2015 | 4. Scandinavian Cup in Jõulumäe, 24. und 25. Februar 2015 | 4. Scandinavian Cup in Jõulumäe, 24. und 25. Februar 2015 | 4. Scandinavian Cup in Jõulumäe, 24. und 25. Februar 2015 |
| --------------------------------------------------------- | --------------------------------------------------------- | --------------------------------------------------------- | --------------------------------------------------------- | --------------------------------------------------------- |
| Datum                                                     | Disziplin                                                 | Erster Platz                                              | Zweiter Platz                                             | Dritter Platz                                             |
| 24. Februar 2015                                          | Sprint klassisch                                          | Kathrine Harsem                                           | Jonna Sundling                                            | Kari Vikhagen Gjeitnes                                    |
| 25. Februar 2015                                          | Sprint Freistil                                           | Linn Sömskar                                              | Jonna Sundling                                            | Kathrine Harsem                                           |

### Gesamtwertung Frauen
| Rang | Name                       | Punkte |
| ---- | -------------------------- | ------ |
| 01   | Kathrine Harsem            | 508    |
| 02   | Silje Øyre Slind           | 500    |
| 03   | Silje Theodorsen           | 360    |
| 04   | Barbro Kvåle               | 331    |
| 05   | Kari Vikhagen Gjeitnes     | 259    |
| 06   | Linn Sömskar               | 247    |
| 07   | Charlotte Kalla            | 200    |
| 08   | Emilie Kristoffersen       | 194    |
| 09   | Evelina Settlin            | 189    |
| 10   | Jonna Sundling             | 188    |
| 011  | Maria Strøm Nakstad        | 174    |
| 011. | Jennie Öberg               | 174    |
| 013. | Anne Kjersti Kalvå         | 164    |
| 014. | Astrid Uhrenholdt Jacobsen | 160    |
| 015. | Astrid Øyre Slind          | 156    |
| 016. | Marthe Bjørnsgaard         | 146    |
| 017. | Helene Söderlund           | 144    |
| 018. | Martine Ek Hagen           | 140    |
| 018. | Tuva Toftdahl Staver       | 140    |
| 020. | Maria Nordström            | 125    |
| 021. | Elin Mohlin                | 122    |
| 022. | Susanna Saapunki           | 121    |
| 023. | Sofia Bleckur              | 104    |
| 024. | Thea Krokan Murud          | 102    |
| 025. | Marthe Kristoffersen       | 100    |
| 026. | Eva Svensson               | 94     |
| 027. | Kristin Størmer Steira     | 90     |
| 028. | Maria Gräfnings            | 87     |
| 029. | Maja Dahlqvist             | 86     |
| 029. | Anton Lindblad             | 86     |

| Rang | Name                    | Punkte |
| ---- | ----------------------- | ------ |
| 031. | Ida Ingemarsdotter      | 85     |
| 032. | Riitta-Liisa Roponen    | 81     |
| 033. | Berit Mogstad           | 80     |
| 033. | Anna Svendsen           | 80     |
| 035. | Julia Jansson           | 78     |
| 036. | Katri Lylynperä         | 69     |
| 037. | Mari Støen Gussiås      | 65     |
| 038. | Magdalena Pajala        | 62     |
| 039. | Maija Hakala            | 60     |
| 039. | Stina Nilsson           | 60     |
| 041. | Heini Hokkanen          | 58     |
| 042. | Frida Erkers            | 57     |
| 043. | Hanna Falk              | 54     |
| 044. | Karianne Jevne          | 51     |
| 045. | Emilie Cedervärn        | 40     |
| 046. | Sylvia Thorson Nordskar | 37     |
| 046. | Silja Tarvonen          | 37     |
| 048. | Hedda Bångman           | 36     |
| 049. | Alysson Marshall        | 33     |
| 050. | Celine Brun-Lie         | 32     |
| 051. | Mari Eide               | 30     |
| 052. | Elina Rönnlund          | 29     |
| 052. | Kari Øyre Slind         | 29     |
| 052. | Katja Višnar            | 29     |
| 055. | Leena Nurmi             | 27     |
| 055. | Marjaana Pitkänen       | 27     |
| 057. | Ebba Andersson          | 26     |
| 057. | Maaret Pajunoja         | 26     |
| 059. | Cendrine Browne         | 25     |
| 060. | Trude Nonstad Fornes    | 21     |

| Rang | Name                    | Punkte |
| ---- | ----------------------- | ------ |
| 061. | Anna Dyvik              | 18     |
| 061. | Emilie Kongsten         | 18     |
| 063. | Dahria Beatty           | 16     |
| 063. | Andrea Dupont           | 16     |
| 065. | Andrea Julin            | 15     |
| 065. | Anniken Jørgensen       | 15     |
| 065. | Triin Ojaste            | 15     |
| 068. | Krista Niiranen         | 14     |
| 069. | Tatjana Stiffler        | 13     |
| 070. | Jackline Lockner        | 12     |
| 070. | Piret Pormeister        | 12     |
| 070. | Emma Sjölund            | 12     |
| 070. | Julia Svan              | 12     |
| 074. | Emilie Fleten           | 9      |
| 074. | Pia Helene Paulsen      | 9      |
| 076. | Johanna Ukkola          | 8      |
| 077. | Renate Bergset Tjetland | 7      |
| 077. | Evelina Bångman         | 7      |
| 079. | Emilia Lindstedt        | 6      |
| 080. | Hanna Varjus            | 5      |
| 081. | Anne Lise Grubbmo       | 4      |
| 081. | Ine Løvlien             | 4      |
| 081. | Heidi Raju              | 4      |
| 081. | Riika-Liisa Räsänen     | 4      |
| 085. | Maria Grundvall         | 3      |
| 086. | Lisa Dahl               | 2      |
| 086. | Britt Thorshaug Granrud | 2      |
| 086. | Loviisa Lees            | 2      |
| 089. | Ingeranne Strøm Nakstad | 1      |

| Rang | Name                       | Punkte |
| ---- | -------------------------- | ------ |
| 01   | Silje Øyre Slind           | 353    |
| 02   | Silje Theodorsen           | 279    |
| 03   | Kathrine Harsem            | 268    |
| 04   | Maria Strøm Nakstad        | 174    |
| 05   | Astrid Uhrenholdt Jacobsen | 160    |
| 06   | Emilie Kristoffersen       | 155    |
| 07   | Charlotte Kalla            | 150    |
| 08   | Barbro Kvåle               | 141    |
| 09   | Martine Ek Hagen           | 140    |
| 10   | Astrid Øyre Slind          | 129    |

| Rang | Name                   | Punkte |
| ---- | ---------------------- | ------ |
| 01   | Kathrine Harsem        | 240    |
| 02   | Kari Vikhagen Gjeitnes | 231    |
| 03   | Barbro Kvåle           | 190    |
| 04   | Jonna Sundling         | 160    |
| 05   | Linn Sömskar           | 151    |
| 06   | Silje Øyre Slind       | 147    |
| 07   | Jennie Öberg           | 104    |
| 08   | Silje Theodorsen       | 81     |
| 09   | Julia Jansson          | 71     |
| 10   | Evelina Settlin        | 67     |